# Emeric Bebek I
Emeric Bebek I (în maghiară Bebek Imre) a fost voievod al Transilvaniei între anii 1392-1393.